# Juillac (Gers)
Juillac é uma comuna francesa na região administrativa de Occitânia, no departamento de Gers. Estende-se por uma área de 7,49 km². Em 2010 a comuna tinha 120 habitantes (densidade: 16 hab./km²).